# História de Manacapuru
História de Manacapuru, um município brasileiro localizado na Região Metropolitana de Manaus, tem suas origens voltadas à 1774.
Manacapuru era uma àrea povoada pelos índios Muras, que já dominavam a região havia alguns anos. Os índios Muras eram considerados hostis e belicosos pelos Portugueses e outros colonizadores, devido as grandes contendas que estes armavam perante às tentativas de colonização. Eles também tornaram-se conhecidos por integrarem a luta com os cabanos em meados do Século XIX, no movimento que ficou conhecido como Cabanagem. Somente em 1774 que os Muras foram pacificados, através de Matias Fernandes. Matias Fernandes era diretor da aldeia de Santo Antônio do Imaripi, que se situava no Rio Japurá.
Por volta de 1785, já era existente à margem do rio Solimões, pouco abaixo da foz do rio Manacapuru, uma Feitoria de Pesca, chamada Caldeirão, cuja produção pesqueira era destinada ao abastecimento da guarnição militar sediada em Barcelos, que a essa época era sede da Capitania, pouco antes de Manaus. Essa feitoria pesqueira era mantida sob a responsabilidade administrativa de Sebastião Pereira de Castro.
Ainda em 1774, no mês de setembro, Sebastião Pereira de Castro escreveu uma carta ao General Pereira Caldas, informando a grande migração de índios Mura para a atual região do município de Manacapuru. Sebastião identificou esta migração como "um grosso número de gentio mura, que desejava estabelecer-se nas vizinhanças". O General Pereira Caldas, em contrapartida, recomendou que os índios fossem deslocados para a povoação de Anamã ou outro lugar designado pelo próprio Sebastião de Castro. O local escolhido foi a margem do lago Manacapuru, onde os indígenas, que na época totalizavam 290 pessoas, se estabeleceram, em 15 de fevereiro de 1786, edificando a povoação que recebeu o nome do lago: Manacapuru.

## Formação administrativa
A Freguesia de Nossa Senhora de Nazaré de Manacapuru foi criada em 12 de agosto de 1865, através da Lei n.° 148. A sede da Freguesia foi a povoação de Manacapuru.
A povoação de Manacapuru, que era sede da Freguesia, só emancipou-se politicamente em 27 de setembro de 1894, através da Lei n.° 83, que o transformou definitivamente em um município. Para a criação do município, foi desmembrado território do município de Manaus, que a esta época, já era capital da Província. A instalação definitiva dos poderes em Manacapuru ocorreu no dia 16 de junho de 1895.
A Comarca de Manacapuru foi criada pela Lei n.° 354, de 10 de setembro de 1901. Através da Lei n.° 1.126, de 5 de novembro de 1921, foi extinta a comarca de Manacapuru, que foi restabelecida no ano seguinte, 1922, conforme Lei n.° 1 133, de 7 de fevereiro.
O Ato estadual n.° 1.639, de 16 de julho de 1932 concedeu à sede do Município foros de cidade. De acordo com a divisão administrativa vigente em dezembro de 1959, Manacapuru era composto por três distritos: Manacapuru, Beruri e Caapiranga, sendo que estes dois últimos emanciparam-se anos mais tarde.